# 西山平夫
西山 平夫（にしやま ひらお、1952年〈昭和27年〉 - 2010年〈平成22年〉10月4日）は、日本のモータースポーツジャーナリスト、F1ライターである。享年58。愛称は御大（おんたい）。
『Racing On』『F1速報』ではレース記事以外にもコラムを長く連載しており、多くのファンが生まれた。

## 来歴
1984年（昭和59年）にオートスポーツ編集部から、フリーランスのモータースポーツ・ライターとして独立。国内外のレースを中心に取材活動をしていた。1990年（平成2年） からF1グランプリを中心に切り替え、1997年（平成9年）以降は、F1グランプリを全戦取材してきた。主な寄稿先に『Racing On』『F1速報』『NAVI』『Sports Graphic Number』『Sportiva』『東京中日スポーツ』などがあった。

## 人物
趣味は古書店と古道具屋巡りで、好きなクルマはロンドンタクシー、好きなドライバーはミカ・ハッキネン、好きな作家はボリス・ヴィアンを挙げている。居酒屋探訪も好きで、酒は神亀ひこ孫・群馬泉・義侠、肴は酒盗を嗜んだ。

## 著書
- 『キレて疾れ！片山右京を追ったF1GP日記』双葉社、1997年。ISBN 4575287016。
- 『ブリヂストンがグッドイヤーを追い抜いた日』講談社、1998年。
- 『おいしい和食器』文化出版局、1998年。ISBN 4579206126。
- 『君が代が聴きたい 佐藤琢磨とホンダの戦いを追って』双葉社、2004年。ISBN 4575297399。